# 흥남구역
흥남구역(興南區域), 옛 흥남시(興南市)는 함경남도 서쪽에 위치하며 동해와 마주하고 있어 어업이 발달한 도시이다. 2008년 기준으로 인구는 99,994명이다.

## 역사
고대 한반도에서는 옥저의 영역이였으며, 이후 고구려가 지배하다가 신라의 전성기 시절 신라 영토로 복속되었다. 후삼국 시대에는 발해의 영역이였으며, 고려와 조선에 와서는 함경도의 지역으로 완전히 자리 잡게 된다. 흥남은 '함흥의 남쪽'이라는 뜻이며, 실제로 함흥은 흥남 북쪽에 위치한다.
원래는 어업에 종사하는 지역이었으나. 일제강점기에 들어서 함경도 지역이 공업화 되면서 공업 도시로 모습을 바꿨다. 1927년 일본의 재벌 노구치의 일본질소비료주식회사의 비료공장과 장전강·부전강 수력발전소가 들어서면서 대표적인 중화학공업 도시가 되었다.
1944년 함주군 흥남읍과 운남면이 흥남부로 승격되었으며, 당시 인구는 20만여 명이었다. 노구치는 600만 평의 부지에 질소 비료, 경화유, 화약, 카바이트, 가성 소다, 소다회 공장과 철강, 아연 공업단지를 건설하였다. 이곳은 중일전쟁 이후 일본의 군수산업 기지로 변화하여, 화약을 비롯하여 각종 첨단 무기, 비행기 외강판, 항공연료 등을 생산하였다. 또한 제2차 세계대전 패전 직전에 극비리에 원폭물질 개발연구가 이루어졌다는 비사가 알려지기도 하였다.

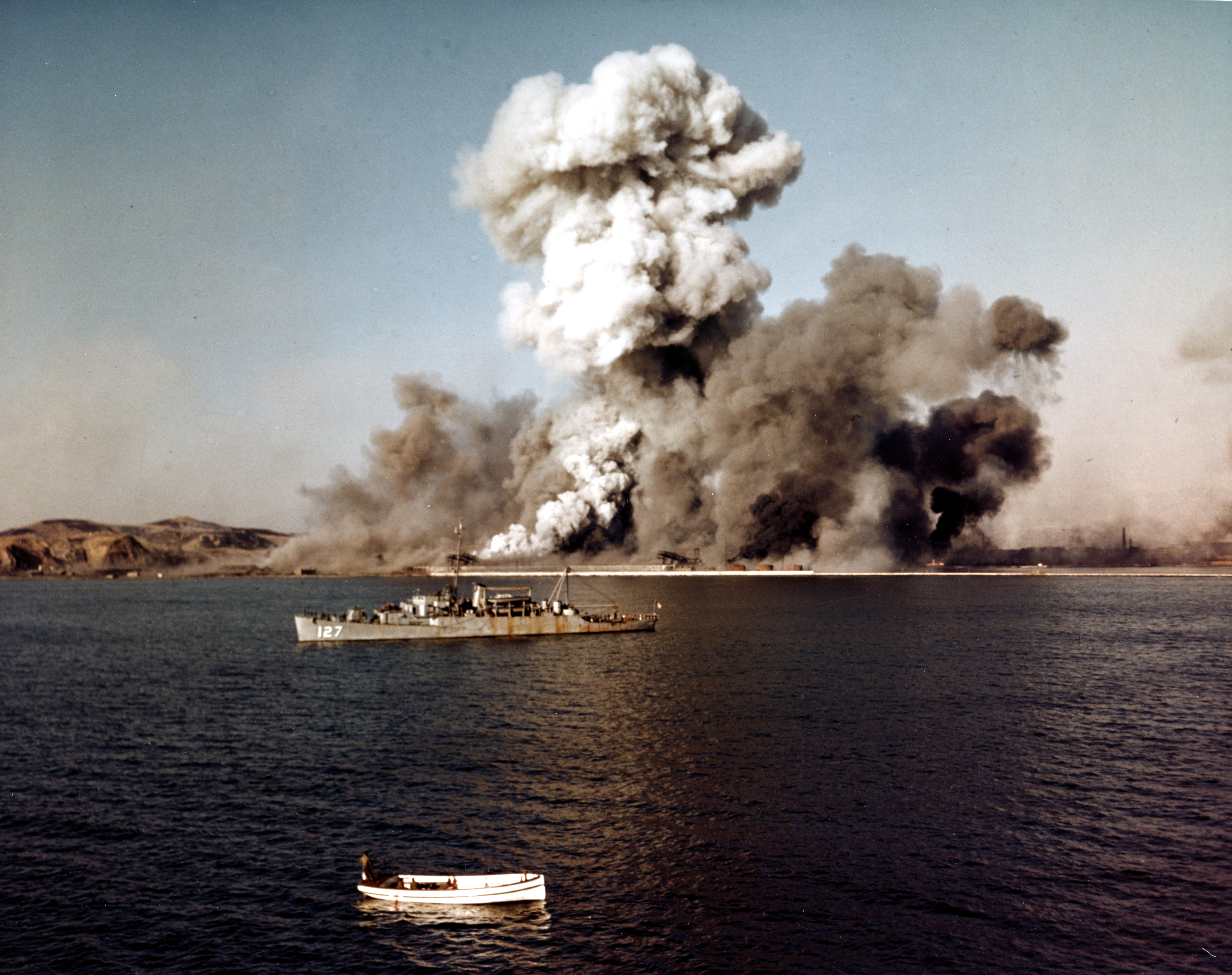
흥남철수 작전 당시 USSS 베고르가 철수하고 있는 모습.

소련의 한반도 진입 시기에는 제1극동전선군이 이곳에 상륙하여 함흥까지 진격한 적이 있었다. 1950년 10월 26일, 한국 전쟁 당시에는 압록강까지 올라오던 대한민국 육군과 국제 연합군이 중화인민지원군의 참전으로 혜산진에서 철수한 미국 10 군단과 12월 15일에서 12월 24일까지 장진호 전투를 하고 있던 미국 1 해병 사단이 장진호에서 철수하여 이 곳의 항구에서 집결한 다음, 선박을 통해 남쪽으로 철수하였다. 이른바 흥남 철수 작전이다. 흥남항은 전쟁 이후에도 북한에서 활용되었으며, 남한이 보낸 구호물자가 이곳으로 도착하기도 하였다. 흥남항을 주제로 강산에가 노래 "라구요"를 부르기도 했다.
1960년 11월에 "함흥직할시"로 승격된 함흥시에 흡수되었다. 그 후 흥남시는 흥남구역이 되었으나, 2001년에 북한에서 산업도시를 개발하기 위해 흥남구역을 흥남시로 바꾸고, 함흥시에서 벗어나도록 하였다. 하지만, 다시 2005년 함흥시에 다시 흡수되어 흥남구역로 환원되었다.

## 산업

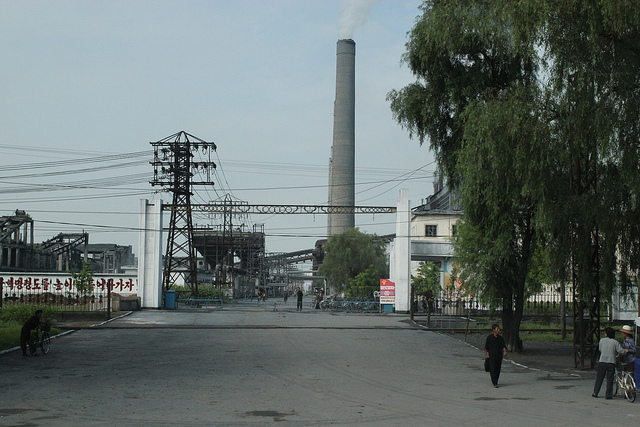
흥남비날론연합기업소

흥남구역은 나일론을 이용한 경공업사업을 비롯하여, 기계수리공장과 기초식품공장이 건설되어있다. 이곳의 바닷가는 소나무 숲과 함께 매우 맑고 아름다워 관광자원으로 활용되고 있다. 흥남구역엔 마전유원지가 있다.
- 흥남비날론련합기업소
- 흥남기계수리련합기업소
- 흥남수산물가공련합기업소

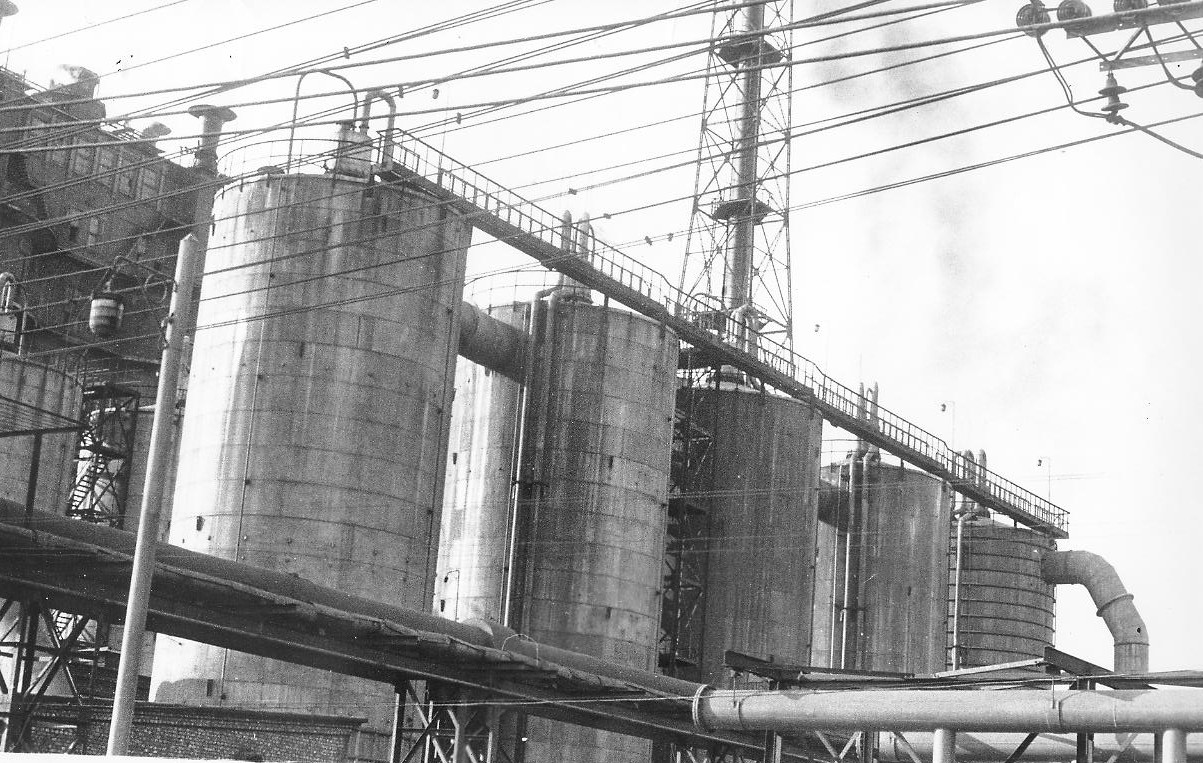
1972년 흥남비료공장
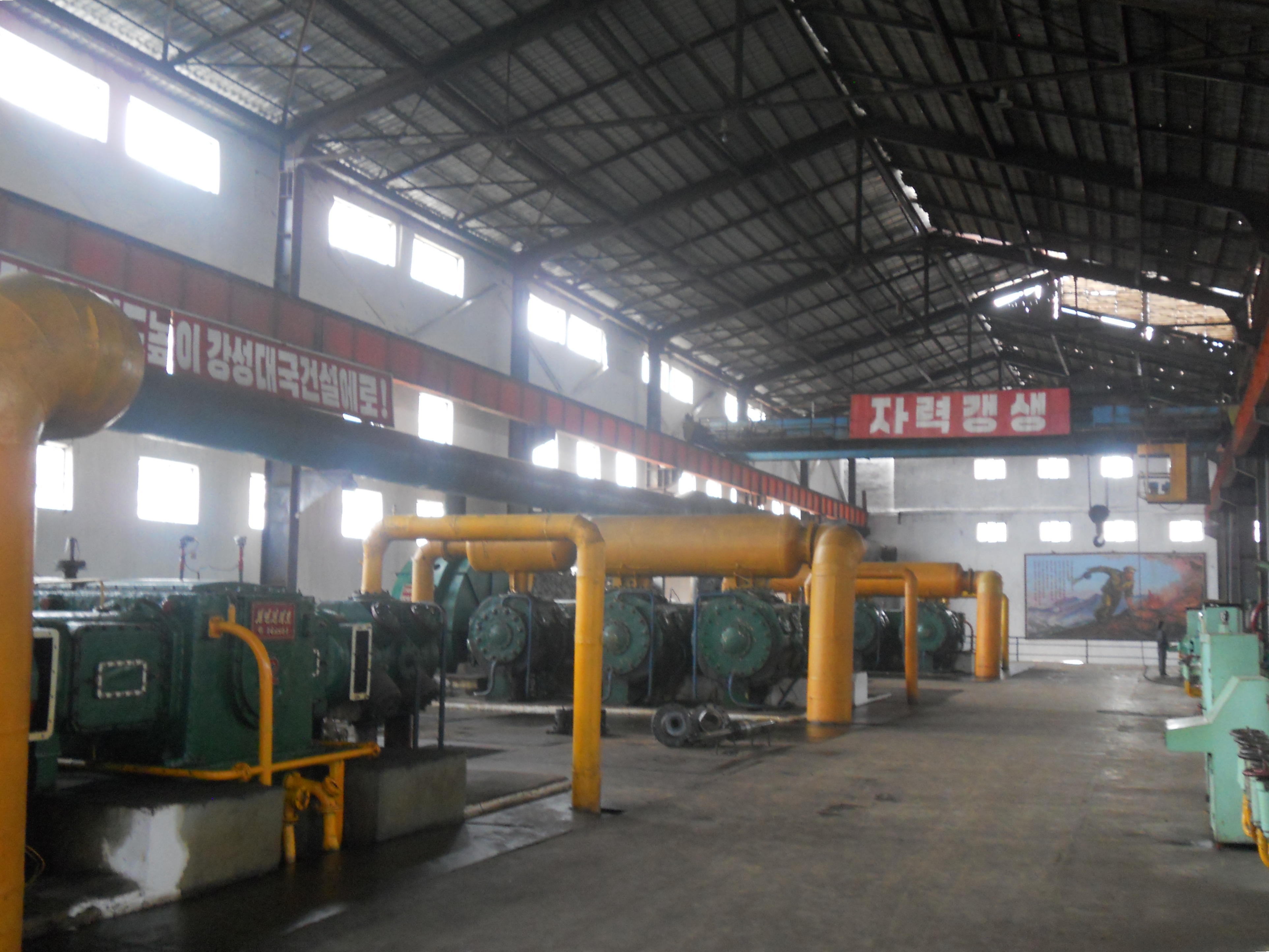
흥남비료공장 내부
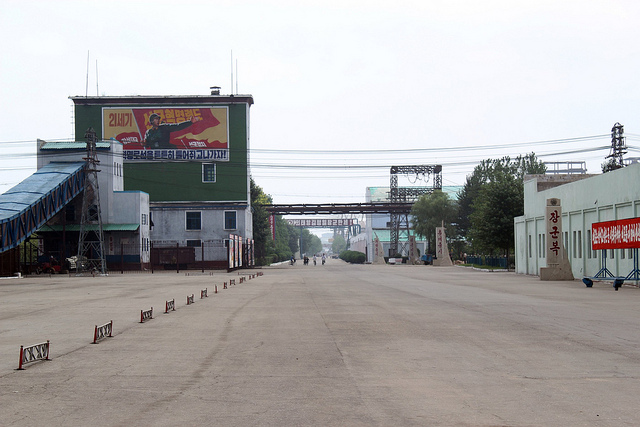
흥남비료공장 전경
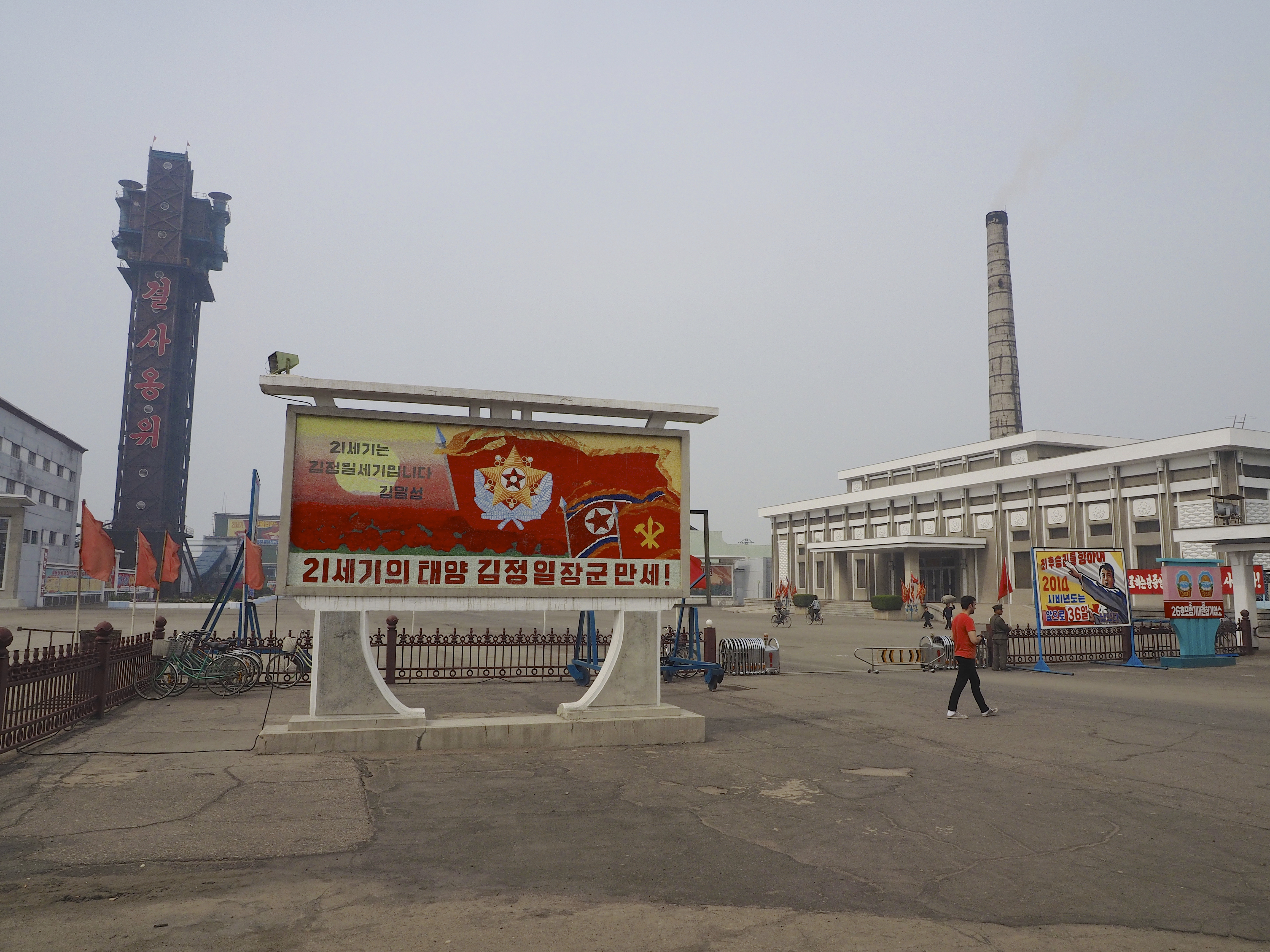
2016년 흥남비료공장

## 행정 구역
흥남구역은 43개 동, 1개 로동자구, 5개 리로 구성되어 있다.
| - 초운로동자구 - 금빛동 - 내호동 - 덕동 - 덕풍동 - 련못동 - 룡성1동 - 룡성2동 - 룡신동 - 룡암동 - 룡연동 - 류정1동 - 류정2동 - 류정3동 - 상수동 - 샘물동 - 서호1동 - 서호2동 - 소나무동 - 송상동 - 송흥동 - 수변동 - 운성1동 - 운성2동 | - 운중1동 - 운중2동 - 은덕동 - 은빛동 - 응봉1동 - 응봉2동 - 작도동 - 천기동 - 풍흥동 - 하덕동 - 호남동 - 호전동 - 후농동 - 흥덕1동 - 흥덕2동 - 흥덕3동 - 흥덕4동 - 흥북동 - 흥서동 - 흰실동 - 마전리 - 새마을리 - 수도리 - 창흥리 - 풍동리 |

## 출신 인물
- 문용형

## 같이 보기
- 함흥시
- 흥남 철수 작전
- 조선민주주의인민공화국의 인구순 도시 목록
- 조선민주주의인민공화국의 지리